# 하마다 다케시
하마다 다케시(일본어: 濱田 武, 1982년 12월 21일 ~ )는 일본의 전 축구 선수이다.

## 구단 경력
그는 2001년부터 2017년까지 J리그의 세레소 오사카, 사간 도스, 도쿠시마 보르티스에서 활동하였다.